# Rochers de Biarritz : le Bouccalot et la Roche ronde
Rochers de Biarritz : le Bouccalot et la Roche ronde este o arie protejată (arie de protecție specială avifaunistică — SPA) din Franța întinsă pe o suprafață de 244 ha, din care 80 % marine.

## Localizare
Centrul sitului Rochers de Biarritz : le Bouccalot et la Roche ronde este situat la coordonatele 43°29′26″N 1°33′56″W / 43.49046°N 1.56553°V.

## Înființare
Situl Rochers de Biarritz : le Bouccalot et la Roche ronde a fost declarat arie de protecție specială avifaunistică în baza directivei 79/409 din 1979 referitoare la conservarea păsărilor sălbatice pentru a proteja 23 de specii de animale.

## Biodiversitate
Situată în ecoregiunea atlantică, aria protejată nu include niciun habitat protejat.
La baza desemnării sitului se află mai multe specii protejate de  păsări (23): alca (Alca torda), pietruș (Arenaria interpres), Calidris maritima, Calonectris diomedea, egretă mică (Egretta garzetta), șoim călător (Falco peregrinus), cufundar polar (Gavia arctica), cufundar mare (Gavia immer), cufundar mic (Gavia stellata), scoicar (Haematopus ostralegus), Hydrobates pelagicus, pescăruș negricios (Larus fuscus), Larus marinus, pescăruș-cu-cap-negru (Larus melanocephalus), Larus michahellis, pescăruș râzător (Larus ridibundus), Oceanodroma leucorhoa, Phalacrocorax aristotelis, cormoran mare (Phalacrocorax carbo), Puffinus puffinus mauretanicus, eider (Somateria mollissima), pescăriță mare (Sterna caspia), chiră de mare (Sterna sandvicensis).
Pe lângă speciile protejate, pe teritoriul sitului au mai fost identificate 1 specie de păsări.